# Tesla Model X
Tesla Model X je električno vozilo, tipa CUV ang. crossover utility vehicle v razvoju pri Tesla Motors. Koncpet je bil predstavljen 9. februarja 2012 v Los Angelesu. . Masovna proizvodnja je planirana v drugem četrtletju 2015.
Model X je zasnovan na bazi Tesla Model S in bo izdelovan v Teslini tovarni v Fremontu v Kaliforniji. 
Sprva je bil načrtovan za izdelavo ob koncu 2013 z dobavami v 2014.
, Teslina tarča za Model X je med 10.000 do 15.000 vozili na leto.

## Tehnične specifikacije
Tesla Model X bo 10 % težji od modela S, imel bo 60% enakih delov, z možnostjo 60 ali 85 kWh baterije. Pospešek do 100 km/h bo dosegel v 4,4 sekunde. 
Pogon bo na vsa štiri kolesa (AWD, All Wheel Drive), ki bo imel dva motorja, eden spredaj in drugi zadaj.
Posebnost bodo vertikalno odpirajoča vrata 